# Traditionella kinesiska högtider
Traditionella kinesiska högtider finns det många av, men vanligen tänker man på större högtiderna som de gestaltat sig från de två sista dynastierna (Ming och Qing) och fram tills idag. De allra flesta av dessa högtider styrs av den kinesiska kalendern och infaller därmed på olika dagar olika år.
De tre största traditionella högtiderna – i fallande ordning – är vårfesten (det kinesiska nyåret), månfesten och drakbåtsfesten. Till dessa kommer sedan hundratals bemärkelsedagar för gudomligheter från olika religioner. Vissa av dessa är lokala till sin karaktär medan andra firas i flera länder och regioner. Även de stora högtiderna firas vanligen på lite olika sätt i olika delar av Kina och annorstädes.

## 2007 års reform
2007 genomfördes i folkrepubliken Kina en semesterdagsreform, där man införde personliga semesterdagar. Tidigare fanns endast tre långhelger om året då kineser varit lediga från arbetet – Kinesiska nyåret, Förstamajlovet och oktober månads Nationaldagslov. Dessa var kopplade till tre så kallade "gyllene veckor", införda av tidigare presidenten Jiang Zemin och tänkta att gynna turistindustrin. För att sprida ut folks ledighet och minska trängselns på turistorter och allmänna transportmedel dessa tre helger, tog man 2007 dessutom bort Förstamajlovet och ersatte det med tre traditionella högtidsdagar. Dessa var Gravsopardagen (även kallad Förfädersdagen och Qingmingfesten början av april), Drakbåtsfesten (början av juni) och Månfesten (slutet av september).
Förändringen infördes inte bara av praktiska skäl utan har också setts som en symbolisk förändring. Första maj-helgen, med sina kopplingar till folkrepublikens socialistiska bakgrund, har fått träda tillbaka till förmån för högtider ur den äldre traditionen. Dessa högtider har hela tiden hela firats på orten eller i familjen men tidigare utan officiellt sanktionerande av kommunistpartiet.

## Lista på högtider (urval)
- Vårfesten  eller Kinesiskt nyår (januari/februari)
- Lyktfesten (14 dagar efter vårfesten/kineiskskt nyår)
- Qingmingfesten eller  Gravsopardagen (början av april)
- Drakbåtsfesten (början av juni)
- Qixifesten (början av juli)
- Spökfesten (juli)
- Dubbelniofesten (början av september)
- Månfesten (slutet av september)
- Vintersolståndet (december)